# Geomys attwateri
Geomys attwateri е вид бозайник от семейство Гоферови (Geomyidae).

## Разпространение
Видът е разпространен в САЩ (Тексас).